# Amon Amarth
Amon Amarth — шведская метал-группа, играющая в жанре мелодичный дэт-метал. Название группы значит «Роковая гора» на синдарине, эльфийском языке, и отсылает к горе Ородруин из романа Дж. Р. Р. Толкина «Властелина Колец». Основной тематикой группы является германо-скандинавская мифология. Музыку Amon Amarth составляет сочетание гроулинга с использованием двойной бас-бочки, «тяжелыми» мелодиями и эпическими текстами.

## История
Группа была основана в 1992 году в городе Тумба, пригороде Стокгольма, изначально под нецензурным названием Scum. Первым составом группы были вокалист Йохан Хегг, гитаристы Андерс Ханссон и Олави Микконен, бас-гитарист Тэд Лундстрём и ударник Нико Мейра. Первое демо группы, «Thor arise», оказалось столь неудачным, что студия отказалась его выпускать. В 1994 году, уже под названием Amon Amarth, группа записала «the Arrival of the Fimbul Winter», который был издан тиражом в одну тысячу копий и был распродан за двенадцать часов. Студию для записи предоставила группа Hypocrisy.
Дебютный альбом «Sorrow Throughout the Nine Worlds» был выпущен на сингапурском лейбле Pulverised records в 1996 году. После этого группу заметили известные издания, пишущие о рок-музыке, и вскоре Amon Amarth получили контракт с крупной компанией Metal Blade. На нём группа издаётся начиная с альбома 1998 года «Once Sent from the Golden Hall».
Незадолго до записи группа сменила ударника, а прямо перед турне в поддержку альбома из Amon Amarth ушёл гитарист Ханссон. На его место взяли Йохана Содерберга.
К 2007 году группа выпустила шесть полноценных альбомов и завоевала широкую популярность среди поклонников дэт-метала.
В июле 2008 года Amon Amarth завершают работу над новым студийным альбомом под названием Twilight of the Thunder God. Альбом был записан в студии Fascination Street в шведском городе Оребро. В качестве гостей на Twilight of the Thunder God отметились многие известные музыканты, в том числе вокалист Entombed Ларс-Горан Петров на композиции Guardians of Asgaard, гитарист Children Of Bodom Роопе Латвала на Twilight of the Thunder God и финские виолончелисты Apocalyptica на Live For The Kill. Альбом вышел 17 сентября на Metal Blade Records.
После успеха альбома Twilight of the Thunder God, Amon Amarth переиздают свои ранние альбомы. Первым был переиздан альбом Once Sent From A Golden Hall. Он появился в продаже 7 февраля 2009 года в Германии, Австрии, Швейцарии и Италии, а 2 марта по всей Европе в формате двойного диджипака. Следом, 22 мая 2009 года в Германии, 25 мая в Европе, в виде двойного диджипака переиздается The Avenger. 1 сентября в Европе на лейбле Metal Blade Records вышло подарочное переиздание альбома The Crusher.
Свой восьмой студийный альбом Amon Amarth решили назвать Surtur Rising. Также как и предыдущий альбом, Surtur Rising был записан в студии Fascination Street в Оребро, за исключением барабанов, запись которых проходила в студии Park в Стокгольме. Альбом назван в честь Сурта, огненного великана и владыки Муспельхейма (огненной земли), старейшего из живых существ в девяти мирах в северной мифологии. Surtur Rising вышел 25 марта 2011 года в Германии, Австралии, Швейцарии, 28 марта в остальных странах Европы, 29 марта в США. 25 июня 2013 года Amon Amarth выпустили свой девятый студийный альбом Deceiver of the Gods. 19 марта 2015 года Amon Amarth опубликовали на своей странице в Facebook, что расстались с барабанщиком Фредриком Андерссоном после 17 лет сотрудничества.
25 марта 2016 года вышел десятый студийный альбом Jomsviking. Для завершения работы над альбомом был нанят сессионный барабанщик Тобиас Густафссон. В качестве гостевого вокалиста в записи альбома приняла участие Доро. С 22 по 25 марта группа отыграла четыре закрытых концерта, приуроченных к выпуску Jomsviking, в Лондоне, Париже, Тилбурге и Берлине. Они также выступали в поддержку Megadeth, Suicidal Tendencies и Metal Church в туре Dystopia в США в сентябре и октябре 2016 года и возглавили тур по Великобритании и Ирландии с Testament в качестве специальных гостей.
30 сентября 2016 года группа объявила, что новый барабанщик группы — Джок Валлгрен. В ноябре 2017 года Ride & Crash Games в партнерстве с Amon Amarth выпустили одноименную видеоигру, основанную на песнях и текстах группы. В настоящее время она доступна для iOS и Android. В мае 2019 года коллектив отправился в тур по Северной Америке в рамках последнего мирового турне Slayer, в котором также участвовали Lamb of God и Cannibal Corpse. 19 марта 2019 года группа выпустила новую песню под названием «Raven’s Flight» и раскрыла название своего следующего альбома Berserker, выход которого намечен на 3 мая 2019 года. 15 апреля 2019 года группа объявила о начале турне по Северной Америке, которое намечено на сентябрь, вместе с другими шведскими группами Arch Enemy, At the Gates и Grand Magus. 17 апреля 2019 года группа выпустила видеоклип на второй сингл Berserker «Crack the Sky». 3 мая 2019 года группа выпустила альбом Berserker.
2 июня 2022 года группа анонсировала двенадцатый студийный альбом The Great Heathen Army и выпустила музыкальное видео на песню «Get In The Ring» в его поддержку. Выход альбома запланирован на 5 августа на лейбле Metal Blade Records.

## Дискография

### Студийные альбомы
- 1998 — Once Sent from the Golden Hall
- 1999 — The Avenger
- 2001 — The Crusher
- 2002 — Versus the World
- 2004 — Fate of Norns
- 2006 — With Oden on Our Side
- 2008 — Twilight of the Thunder God
- 2011 — Surtur Rising
- 2013 — Deceiver of the Gods
- 2016 — Jomsviking
- 2019 — Berserker
- 2022 — The Great Heathen Army

### Мини-альбомы
- Sorrow Throughout the Nine Worlds (1996)
- Under the Influence (2013)[11]

### Компиляции
- Hymns to the Rising Sun (2010, эксклюзивный японский релиз)

### Демо
- Thor Arise (1993)
- The Arrival of the Fimbul Winter (1994)

### DVD
- Wrath of the Norsemen (2006)

### Клипы
- «Death in Fire» (2003)
- «Runes to My Memory» (2006)
- «Cry of the Black Birds» (2007)
- «Twilight of the Thunder God» (2008)
- «Guardians of Asgaard» (2009)
- «Destroyer of the Universe» (2011)
- «Father of the Wolf» (2014)
- «Deceiver of the Gods» (2014)
- «First Kill» (2016)
- «At Dawn’s First Light» (2016)
- «Raise Your Horns» (2016)
- «The Way of Vikings» (2017)
- «Raven's Flight» (The Berserker, часть 1) (2019)
- «Crack the Sky» (The Berserker, часть 2) (2019)
- «Mjölnir! Hammer of Thor» (The Berserker, часть 3) (2019)
- «Shield Wall» (2019)
- «Fafner's Gold» (2020)
- «Get In The Ring» (2022)
- «The Great Heathen Army» (2022)
- «We Rule The Waves» (2025)

## Состав
- Йохан Сёдерберг (Johan Söderberg) — гитара (с 1998 по настоящее время)
- Йохан Хегг (Johan Hegg) — вокал (с 1992 по настоящее время)
- Олави Микконен (Olavi Mikkonen) — гитара (с 1992 по настоящее время)
- Тэд Лундстрём (Ted Lundström) — бас-гитара (с 1992 по настоящее время)
- Джок Валлгрен (Jocke Wallgren) — ударные (с 2016)

### Бывшие участники
- Андерс Ханссон (Anders Hansson) — гитара (с 1992 по 1998)
- Нико Каукинен (Nico Kaukinen) — ударные (с 1992 по 1996)
- Мартин Лопез (Martin Lopez) — ударные (с 1996 по 1998)
- Фредерик Андерсон (Fredrik Andersson) — ударные (с 1998 по 2015)